# Шаманіада (роман)
Шаманіада (серб. Шаманијада) — сербський науково-фантастичний та фентезійний роман, події якого відбуваються у Верхньому палеоліті близько 40 000 років тому між неандертальцями та сучасними людьми. Автор — белградський письменник Слободан Шкерович.
Жанрову приналежність роману оцінити важко, у ньому тісно переплітаються філософські мотиви, схоластика, містика, «шаманізм», елементи буддизму, а також вчення Карлоса Кастанеди. Опублікована як 59-а книга в журналі «Знак Сагите» у 2012 році.

## Сюжет
Сорок тисяч років тому хлопчик-неандерталець Маленький Окарінаш стикається з іншим видом людей: «Мршавцями» (Кроманьйонці, Homo sapiens sapiens), які не знають про існування неандертальців і якими правлять суб'єкти, відомі як «Грабливці».
З цього моменту розпочинається містична шаманська подорож, щоб знайти походження «помилки», від якої розпочалося це гріхопадіння…

## Відгуки критиків
Поет Миролюб Тодорович, засновник сигналістичного руху, стверджував: «У Шаманіаді, разом з тим, Шекерович стає своєрідним сигналістом Джойса/Молоха, який віртуозно грає з мовою та образами, фантастичною і мітотичною реальністю, виразом і внутрішніми психогенними потоками».
Прозаїк Адріян Сарайлія в рецензії пише таке: «З якої субстанції, по суті, складається філософське ядро цієї фундаментальної праці: ну це зрозуміло, — з точки зору все більш глибокого розриву та швидкого розвитку науки залишається бути його перекладачам (футурологам, письменникам і усім контекстуалістам) . (…) Шкерович сміється над ними, він елегантно розриває кадр і таким чином відкриває нову перспективу. Водночас на абсолютно іншому рівні ця робота також створює глибокий вигляд у колективному несвідомому, зокрема у провідних письменників наукової фантастики».
Письменник і критик Зоран Стефанович у виданні «Широкі Оностази» залишив такий відгук: «Шкерович — не джентльмен, а скоріше демон, а в Шаманіаді нам стає набагато страшніше. Він розповідає нам про людство, яким ми його бачимо, але ми не хочемо бачити цього. Ця розповідь спирається на знання та погляд на площину, де дух виду або особи є літературною фізичною силою. Де наша духовна скутість обмежує Всесвіт. (…) Шаманіада, таким чином, говорить нам про духовний ріст та його здатність. Закликає Будду, Кастанеду, Юнга та Гокінга, на додаток до останнього розриву з найдавнішими знаннями про всесвіт».
Літературний критик Бліца, Слободан Івков, пише: «Робота перед нами може бути визначеною формою роману учасника руху сигнального мистецтва! (…) Ця спокуслива плутанина, автентична сигналізація прозорої лампочки, найбільш наполегливо рекомендується як безперечно новий читацький досвід».
Письменник і критик Ілля Бакич у рецензії «Нові прозові горизонти» говорить: «Пасажі спостереження, роздуми і висновки, зроблені на їх (а іноді й суперечать один одному, відповідно до деяких раніше), хоча й не підпадають під дію правил наративних прийомів, вдається утримувати увагу своєю інтригуючою логікою, часом повністю віддалену від часу та простору, в яких живе читач. У цьому, в цій здатності будувати інші / різні та цілком переконливі бачення, й полягає беззаперечний „шаманізм“ цієї книги. Зрештою, ця робота проявляється як багаторазовий експеримент; на формальних рівнях оповіді, а також на найважливіших рівнях знання самого змісту».